# Austin L. Rand
Austin Loomer Rand (Kentville, Nova Scotia, 16 december 1905 – 6 november 1982) was een Canadees zoöloog en ornitholoog.

## Biografie
Austin Rand studeerde aan de Acadia Universiteit in Wolfville (Nova Scotia), haalde daar de graad van Bachelor of Science. In 1961 kreeg hij van deze instelling een eredoctoraat.
In 1929 reisde hij mee met een wetenschappelijke expeditie naar Madagaskar om vogels te verzamelen. Hij studeerde toen nog aan de Cornell-universiteit. Resultaten van deze expeditie waren het onderwerp van zijn proefschrift. Tijdens deze expeditie ontmoette hij de zoöloog en vermogende filantroop Richard Archbold; zij werden vrienden voor het leven. Archbold financierde en leidde in de jaren 1930 een reeks wetenschappelijke expedities naar Nieuw-Guinea. Rand was deelnemer en assistent expeditieleider bij deze ondernemingen. In 1941 hielp Rand bij het oprichten van het Archbold Biologisch Station bij Lake Placid in Florida. Na zijn pensionering trok Rand zich daar ook terug.
In 1942 werd Rand assistent dierkundige aan het Nationale Museum van Canada (nu: Canadian Museum of Nature). Van 1947 tot 1955 was hij conservator van de afdeling vogels van het Field Museum of Natural History in Chicago (VS) en vanaf 1955 tot 1970 was hij daar de hoofdconservator.
Hij droeg regelmatig met artikelen bij aan het ornithologische vaktijdschrift The Auk van de American Ornithologists' Union. Hij was tussen 1962–1964 voorzitter van deze vereniging.

## Nalatenschap
Er zijn 21 (7 samen met anderen) door hem beschreven vogelsoorten die anno 2023 nog steeds als soort erkend worden, onder andere de mamberamolederkop.

### Lijst van belangrijkste publicaties
- 1936. The distribution and habits of Madagascar birds. (Bulletin of the American Museum of Natural History).
- 1937. Results of the Archbold expeditions No.14: The birds of the 1933–1934 Papuan expedition. (Bulletin of the American Museum of Natural History. Coauthored with Ernst Mayr).
- 1942. Results of the Archbold Expeditions. Birds of the 1936–1937 New Guinea Expedition. (Bulletin of the American Museum of Natural History).
- 1955. Stray feathers from a bird man's desk. Fascinating and unusual sidelights on the lives of birds.
- 1956. American Water and Game Birds.
- 1960. Birds of the Philippine Islands: Siquijor, Mount Malidang, Bohol, and Samar. (Fieldiana. Coauthored with D.S. Rabor).
- 1961. A Midwestern Almanac, Pageant of the Seasons. (Coauthored with his wife Rheua M. Rand).
- 1962. Birds in Summer.
- 1967. Ornithology: an Introduction.
- 1967. Handbook of New Guinea Birds. (Coauthored with E. Thomas Gilliard).
- 1971. Birds of North America.

- Biblioteca Nacional de España: XX1410511
- Bibliothèque nationale de France: cb123710835 (data)
- CiNii: DA04275281
- Gemeinsame Normdatei: 1053034636
- International Standard Name Identifier: 0000 0001 0935 1999
- Library of Congress Control Number: n50054462
- Nationale Bibliotheek van Tsjechië: xx0175660
- Nationale Bibliotheek van Israël: 987007388028405171
- Nederlandse Thesaurus van Auteursnamen: 06835892X
- SNAC: w65j4t5k
- Système universitaire de documentation: 143082884
- Trove: 953907
- Virtual International Authority File: 110959156
- WorldCat: E39PBJw94kFXF7gwMTwttBV9jC